# مبارك الفيلالي
امبارك الفيلالي (1955 - 27 نوفمبر 2021) هو لاعب كرة قدم مغربي دولي، يعتبر أحد أبرز اللاعبين في تاريخ نادي مولودية وجدة.
عُرف امبارك الفيلالي عند الجمهور الرياضي المغربي باسم «الفيلالي الصغير» للتمييز بينه وبين شقيقه الأكبر محمد الفيلالي، أحد نجوم فريق مولودية وجدة والمنتخب الوطني المغربي سابقا.

## مسيرته
وُلد سنة 1955 بوجدة، بدأ مشواره الكروي سنة 1973 صُحبة فريق سكك وجدة بالقسم الوطني الثاني آنذاك، قبل أن يلتحق بمولودية وجدة سنة 1974 ويتوج معها بلقب البطولة الوطنية خلال موسم 1974–1975.
التحق بصفوف المنتخب المغربي سنة 1976، وتم اختياره كأحسن لاعب كرة القدم المغربية سنة 1978، وكأحسن رياضي مغربي سنة واحدة بعد ذلك، وتوج رفقة المنتخب المغربي بالميدالية النحاسية في كأس الأمم الأفريقية 1980 بنيجيريا، وخلال السنة ذاتها، صُنّف كأحد أفضل المدافعين بالقارة السمراء.
بين سنتي 1982 و1996، انتقل إلى فرنسا ليلعب ويدرب فيها، حيث تلقّى هناك تكوينا في مجال التدريب، حصل على إثره على دبلوم الدولة للتدريب في كرة القدم معترف به من طرف وزارة الشباب والرياضة بفرنسا، والعديد من الشواهد الأخرى في هذا المجال، كما خاض هناك تجارب في ميدان التدريب لمدة تزيد عن 10 سنوات.

## وفاته
توفي في 27 نوفمبر 2021 بضواحي بوردو بفرنسا، بعد صراع طويل مع المرض.